# Landolphia myrtifolia
Landolphia myrtifolia är en oleanderväxtart som först beskrevs av Jean Louis Marie Poiret, och fick sitt nu gällande namn av Markgr.. Landolphia myrtifolia ingår i släktet Landolphia och familjen oleanderväxter.

## Underarter
Arten delas in i följande underarter:
- L. m. microphylla
- L. m. perrieri